# 劉雲 (東平王)
劉雲（りゅう うん）は、紀元前1世紀の中国、前漢時代の東平王である。生年不明、没年は建平3年（紀元前4年）。在位は鴻嘉元年（紀元前20年）から建平3年（紀元前4年）。死後、煬王（ようおう）と諡された。
父は宣帝の子で東平王の劉宇。妻を謁といい、子に劉開明と劉信、劉璜、劉恢、劉褒、劉且、劉鯉、劉允がいた。

## 生涯
鴻嘉元年（紀元前20年）、父の後を嗣いで東平王となった。居摂2年（7年）に子の劉信が反乱を起こしたとき、時の権力者王莽は、劉雲は父を毒殺して鉅鼠（大ネズミ）と呼んだと非難した。
哀帝の治世になってから（紀元前7年以降）、治下の無塩県の危山の土が盛り上がって草を覆い、馳道のようになり、瓠山で石が転がり立った。劉雲と妃の謁は、現地で石を祭った。帰って東平国の宮中に、瓠山をかたどった石の山を造り、そこに石を立て、倍草を束ねて祠った。倍草はメガルカヤという茅で、茅を束ねて神のかたしろを作り、それを祀ったのである。
建平3年（紀元前4年）3月、孫寵と息夫躬が、この祭祀を皇帝を祝詛（呪詛）するものだと告発した。哀帝は、この告発を寵愛する董賢の手柄にするために、文書を改竄して董賢が取り次いだことにした。獄で取り調べを受けた謁は、巫（神官）の傅恭と婢の合歓にこの神を祭らせて皇帝を呪い、劉雲を天子にするよう求めたと自白した。また、劉雲が、災異を予知する能力を持つ高尚と星宿を指し、哀帝が病で死に劉雲が天下を得ると言い、石が立ったのは宣帝が立った表れだと語ったとも証言した。役人は王を誅するよう求めた。
廷尉の梁相らは劉雲の無罪を疑い、改めて取り調べるため身柄を都の長安に移そうとしたが、そのために哀帝の怒りを買い、みな罷免された。
哀帝は東平王を廃し劉雲を房陵に移すよう詔を出した。劉雲はこの年のうちに自殺し、謁は棄市（斬首してさらし首）になった。
建平4年（紀元前3年）8月に哀帝は事件の功で董賢らを列侯に封じた。丞相の王嘉は劉雲の無実を疑い、梁相らの復織を求めて罷免され、元寿元年（紀元前2年）に獄死した。
哀帝が病死して平帝に代わった後、実権を握った王莽のはからいで、元始元年（1年）に子の劉開明が東平王に封じられた。